# Subsecretaría del Interior de Chile
La Subsecretaría del Interior de Chile es la subsecretaría de Estado dependiente del Ministerio del Interior que colabora con la presidencia en la conducción del gobierno interior del Estado, propone normas sobre división territorial y coordina la prevención y respuesta ante conflictos sociales junto a otros ministerios, además supervisa de las organizaciones comunitarias, programas de acción social y aplicación de políticas de migración y extranjería. Desde el 1 de abril de 2025, el subsecretario del Interior es Víctor Ramos Muñoz, bajo el gobierno de Gabriel Boric.
A partir del periodo conocido como retorno a la democracia en 1990, se ha impuesto, como práctica, que el subsecretario del Interior de un nuevo gobierno nombrado por el entonces presidente electo asuma el cargo unos días antes del cambio de mando, siendo designado formalmente por el presidente saliente, a fin de que prepare los actos correspondientes que se realizan en dicha ceremonia, en relación con el nombramiento de los nuevos ministros de Estado, debiendo preparar los decretos respectivos y firmándoles, junto al nuevo presidente, como ministro del Interior subrogante (s).

## Organismos bajo su dependencia
A partir del 1 de abril de 2025, dependen orgánica y funcionalmente de la Subsecretaría del Interior los siguientes organismos:

#### Divisiones
- División de Gobierno Interior (DGI): Coordina el funcionamiento de las Delegaciones Presidenciales Regionales y Provinciales.
- División de Administración y Finanzas (DAF): Maneja los recursos financieros y administrativos de la Subsecretaría del Interior.
- División de Informática (DIVI): Desarrolla y mantiene los sistemas tecnológicos del ministerio.
- División Jurídica (DJ): Brinda asesoría legal a la Subsecretaría del Interior.
- División de Coordinación Interministerial (DCI): esta división es la encargada de actuar como instancia de coordinación y seguimiento programático de la gestión del Ejecutivo, especialmente en la preparación de decisiones en materias que afecten a más de un Ministerio; de servir de apoyo técnico a los Comités Interministeriales que se establezcan y de informar al ministro del Interior respecto de la necesidad de introducir innovaciones a la organización y procedimientos de la administración del Estado.
- División de Estudios (DIVE): es la que se encarga de efectuar análisis de la realidad nacional tanto generales como de problemas específicos, a requerimiento del Presidente de la República o del ministro del Interior, formulando propuestas de acción. Asimismo, se tiene la función de evacuar informes periódicos respecto de tales materias como también acerca de publicaciones y estudios de relevancia política.

#### Departamentos y Unidades Especiales
- Servicio Nacional de Migraciones (SERMIG): Administra las políticas migratorias del país.
- Departamento de Acción Social: Atiende necesidades urgentes de la población en situación de vulnerabilidad.
- Departamento de Pensiones de Gracia, Rifas, Sorteos y Colectas (DPGRSC): Administra la entrega de pensiones de gracia y supervisa rifas y colectas públicas.
- Organización Regional de Acción Social (ORASMI): Ejecuta programas de asistencia social a nivel regional.
- Oficina de Exonerados Políticos (OEP): Atiende solicitudes de exonerados políticos y gestiona beneficios asociados.
- Unidad de Bomberos (UB): Coordina con los Cuerpos de Bomberos del país en temas administrativos y de financiamiento.
- Unidad de Pasos Fronterizos (UPF): Supervisa y gestiona los complejos fronterizos del país.

Además, dependieron de esta Subsecretaría dos comisiones especiales en materia de derechos humanos:
- La Comisión Nacional de Verdad y Reconciliación (conocida como Comisión Rettig); y
- La Comisión sobre Prisión Política y Tortura (conocida como Comisión Valech).

## Subsecretarios
| Retrato                | Subsecretario                    | Partido | Inicio                   | Final                      | Presidente                      |
| ---------------------- | -------------------------------- | ------- | ------------------------ | -------------------------- | ------------------------------- |
|                        | César León Entralá               | PL      | 23 de enero de 1925      | 20 de marzo de 1925        | Pedro Pablo Dartnell (interino) |
|                        | Edecio Torreblanca White         | PR      | 20 de marzo de 1925      | 1 de octubre de 1925       | Arturo Alessandri Palma         |
|                        |                                  |         | 23 de diciembre de 1925  | 9 de mayo de 1927          | Emiliano Figueroa Larraín       |
|                        |                                  |         | 21 de julio de 1927      | 1930                       | Carlos Ibáñez del Campo         |
|                        | Luis Octavio Reyes Ugarte        | Ind.    | 1930                     | 26 de julio de 1931        | Carlos Ibáñez del Campo         |
|                        |                                  |         | 4 de diciembre de 1931   | 4 de junio de 1932         | Juan Esteban Montero            |
|                        | César León Entralá               | PL      | 24 de diciembre de 1932  | 15 de septiembre de 1938   | Arturo Alessandri Palma         |
|                        |                                  |         | 15 de septiembre de 1938 | 24 de diciembre de 1938    | Arturo Alessandri Palma         |
|                        | Raúl Rettig Guissen              | PR      | 24 de diciembre de 1938  | 25 de noviembre de 1941    | Pedro Aguirre Cerda             |
|                        | Antonio Serrano Palma            | Ind.    | 2 de abril de 1942       | 1943                       | Juan Antonio Ríos               |
|                        | Manuel Aguirre Geisse            | PR      | 1943                     | 1943                       | Juan Antonio Ríos               |
|                        | Carlos Larraín Simkins           | Ind.    | 1945                     | 27 de junio de 1946        | Juan Antonio Ríos               |
|                        | Héctor Grez Oyarzún              | PR      | 4 de noviembre de 1946   | 3 de noviembre de 1952     | Gabriel González Videla         |
| 3 de noviembre de 1952 | Héctor Grez Oyarzún              | PR      | enero de 1953            | Carlos Ibáñez del Campo    |                                 |
|                        | Carlos Ferrer Fariñol            | Ind.    | enero de 1953            | Carlos Ibáñez del Campo    | 1954                            |
|                        | Luis Octavio Reyes Ugarte        | PAL     | 1954                     | Carlos Ibáñez del Campo    | 1958                            |
|                        | Fernando Lagos Díaz              | Ind.    | 1958                     | Carlos Ibáñez del Campo    | 3 de noviembre de 1958          |
|                        | Jaime Silva Silva                | PL      | 3 de noviembre de 1958   | 3 de noviembre de 1964     | Jorge Alessandri Rodríguez      |
|                        | Juan Hamilton Depassier          | PDC     | 3 de noviembre de 1964   | 10 de agosto de 1966       | Eduardo Frei Montalva           |
|                        | Enrique Krauss Rusque            | PDC     | 10 de agosto de 1966     | 1 de octubre de 1968       | Eduardo Frei Montalva           |
|                        | Juan Achurra Larraín             | PDC     | 1 de octubre de 1968     | 2 de noviembre de 1970     | Eduardo Frei Montalva           |
|                        | Daniel Vergara Bustos            | PCCh    | 2 de noviembre de 1970   | 11 de septiembre de 1973   | Salvador Allende Gossens        |
|                        | Enrique Montero Marx             | Militar | 11 de septiembre de 1973 | 22 de abril de 1982        | Augusto Pinochet Ugarte         |
|                        | Ramón Suárez González            | Ind.    | 22 de abril de 1982      | 14 de febrero de 1983      | Augusto Pinochet Ugarte         |
|                        | Francisco Folch Verdugo          | Ind.    | 14 de febrero de 1983    | 3 de junio de 1983         | Augusto Pinochet Ugarte         |
|                        | Germán Gardeweg Lacourt          | Militar | 3 de junio de 1983       | 13 de septiembre de 1983   | Augusto Pinochet Ugarte         |
|                        | Luis Figueroa del Río            | Ind.    | 13 de septiembre de 1983 | 22 de mayo de 1984         | Augusto Pinochet Ugarte         |
|                        | Alberto Cardemil Herrera         | Ind.    | 22 de mayo de 1984       | 28 de octubre de 1988      | Augusto Pinochet Ugarte         |
|                        | Gonzalo García Balmaceda         | Ind.    | 28 de octubre de 1988    | 9 de marzo de 1990         | Augusto Pinochet Ugarte         |
|                        | Belisario Velasco Baraona        | PDC     | 9 de marzo de 1990       | 11 de marzo de 1990        | Augusto Pinochet Ugarte         |
| 11 de marzo de 1990    | Belisario Velasco Baraona        | PDC     | 11 de marzo de 1994      | Patricio Aylwin Azócar     |                                 |
| 11 de marzo de 1994    | Belisario Velasco Baraona        | PDC     | 1 de marzo de 1999       | Eduardo Frei Ruiz-Tagle    |                                 |
|                        | Guillermo Pickering de la Fuente | PDC     | 1 de marzo de 1999       | Eduardo Frei Ruiz-Tagle    | 9 de marzo de 2000              |
|                        | Jorge Burgos Varela              | PDC     | 9 de marzo de 2000       | Eduardo Frei Ruiz-Tagle    | 11 de marzo de 2000             |
| 11 de marzo de 2000    | Jorge Burgos Varela              | PDC     | 27 de junio de 2001      | Ricardo Lagos Escobar      |                                 |
|                        | Jorge Correa Sutil               | PDC     | 27 de junio de 2001      | Ricardo Lagos Escobar      | 28 de enero de 2006             |
|                        | Felipe Harboe Bascuñán           | PPD     | 28 de enero de 2006      | Ricardo Lagos Escobar      | 11 de marzo de 2006             |
| 11 de marzo de 2006    | Felipe Harboe Bascuñán           | PPD     | 12 de diciembre de 2008  | Michelle Bachelet Jeria    |                                 |
|                        | Patricio Rosende Lynch           | PPD     | 12 de diciembre de 2008  | Michelle Bachelet Jeria    | 9 de marzo de 2010              |
|                        | Rodrigo Ubilla Mackenney         | RN      | 9 de marzo de 2010       | Michelle Bachelet Jeria    | 11 de marzo de 2010             |
| 11 de marzo de 2010    | Rodrigo Ubilla Mackenney         | RN      | 7 de marzo de 2014       | Sebastián Piñera Echenique |                                 |
|                        | Mahmud Aleuy Peña y Lillo        | PS      | 7 de marzo de 2014       | Sebastián Piñera Echenique | 11 de marzo de 2014             |
| 11 de marzo de 2014    | Mahmud Aleuy Peña y Lillo        | PS      | 8 de marzo de 2018       | Michelle Bachelet Jeria    |                                 |
|                        | Rodrigo Ubilla Mackenney         | RN      | 8 de marzo de 2018       | Michelle Bachelet Jeria    | 11 de marzo de 2018             |
| 11 de marzo de 2018    | Rodrigo Ubilla Mackenney         | RN      | 1 de enero de 2020       | Sebastián Piñera Echenique |                                 |
|                        | Juan Francisco Galli Basili      | RN      | 1 de enero de 2020       | Sebastián Piñera Echenique | 9 de marzo de 2022              |
|                        | Gabriel de la Fuente Acuña (s)   | PS      | 9 de marzo de 2022       | Sebastián Piñera Echenique | 11 de marzo de 2022             |
|                        | Manuel Monsalve Benavides        | PS      | 11 de marzo de 2022      | 17 de octubre de 2024      | Gabriel Boric Font              |
|                        | Luis Cordero Vega                | Ind.    | 17 de octubre de 2024    | 1 de abril de 2025         | Gabriel Boric Font              |
|                        | Víctor Ramos Muñoz               | FA      | 1 de abril de 2025       | en el cargo                | Gabriel Boric Font              |